# GMB Type 71
Die Triebwagenbaureihe BM 71 sind elektrische Triebwagenzüge der Flytoget AS (1996–2001 Norges Statsbaner (NSB)) für den Schnellverkehr, sie werden auch Flytoget („Flugzug“) genannt.
1996 wurde die NSB Gardermobanen AS mit dem Betrieb der Flughafenzubringerzüge betraut. 2000 beschloss das norwegische Storting, NSB aus der Verantwortung zu nehmen und mit Beginn des Jahres 2001 das neue Eisenbahnverkehrsunternehmen Flytoget AS zu beauftragen.

## Technik
Die Wagenkästen wurden von Adtranz in Kalmar gebaut und mit Lastwagen nach Strømmen transportiert, wo die Endmontage durchgeführt wurde.
Die 1998 von Adtranz hergestellten, elektrisch angetriebenen Hochgeschwindigkeitszüge sind druckdicht ausgeführt und als Großraumwagen ausgelegt. Sie boten in dreiteiliger Zugzusammenstellung Platz für 170 Reisende in einer Klasse und verkehrten in der Wagenfolge  BM + BMU + BFM.
Aufgrund steigender Fahrgastzahlen wurden die dreiteiligen Züge 2008 und 2009 um jeweils einen von Bombardier Transportation gelieferten angetriebenen Mittelwagen mit der Baureihenbezeichnung BMX zu vierteiligen Einheiten erweitert. Ferner wurden sie mit neuen Klimaanlagen und einem Fahrgastinformationssystem ausgestattet. Seither ist die Wagenfolge BM + BMX  + BMU + BFM.

## Einsatz
Die Hochgeschwindigkeitszüge verkehren mit 210 km/h Höchstgeschwindigkeit jeweils alle zehn Minuten zwischen Oslo Sentralstasjon und dem Flughafen Oslo-Gardermoen und alle 20 Minuten zwischen Asker westlich von Oslo und dem Flughafen. Die Fahrzeit auf der 48 km langen Gardermobanen zwischen dem Flughafen und der Osloer Innenstadt beträgt 19 Minuten.

## Norske tog Type 71
Zum Jahresende 2020 haben Norske tog und Flytoget AS eine Absichtserklärung zu Gunsten Norske tog zum Erwerb von sechs Zügen von Flytoget unterzeichnet. Der vereinbarte Preis beträgt 181 Mio. Norwegische Kronen (NOK). Die Züge der Type 71 sind denen der Type 73 technisch ähnlich.
Die Einheit 71-16 wurde zum Jahresbeginn 2021 übernommen, ausgemustert und als Ersatzteilspender verwendet, um die Versorgung der Gesellschaften, die Züge von Norske tog leasen, mit kritischen Komponenten zu sichern. Die restlichen fünf Flytoget-Züge wurden im Laufe des Jahres 2021 übernommen, um Züge der Type 70 zu ersetzen.
Die Vereinbarung beinhaltet eine Option, wonach Flytoget die fünf Züge nach 2026 zurückkaufen kann.